# Бичок-цуцик західний
Бичóк-цýцик зáхідний (або прісноводний) (Proterorhinus semilunaris) — прісноводний вид риб, що належить до родини Gobiidae. Протягом певного часу відзначався як молодший синонім бичка-цуцика, Proterorhinus marmoratus (Pallas, 1814). Але був переописаний як окремий вид на підставі молекулярного аналізу.

## Характеристика

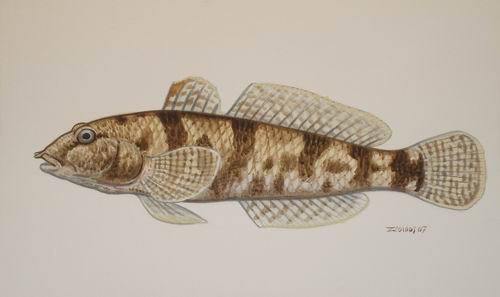
Рисунок бичка-цуцика з Угорщини, зроблений Мартоном Жолдошом

Тіло і голова стислі з боків. Луска досить велика, циклоїдна, налічує близько 37-46. Щелепи рівні за довжиною. Черевний присосок без явних лопастинок. Плавального міхура немає. Ширина голови зазвичай менше її висоти. Тім'я, потилиця, верхній край зябрових кришок, основи грудних плавців, черево і задня частина горла покриті циклоїдної лускою. Колір тіла бурий або жовтувато-сірий з 4-5 темними смугами на спині, що переходять нижче середини тіла в плями. Плавці зазвичай смугасті. Довжина до 12 см. Від близького до нього виду, бичка-цуцика морського Proterorhinus marmoratus, відрізняється довжиною голови, яка становить 28-32% від стандартної довжини. Задня мембрана першого спинного плавця сягає основи другого спинного плавця. Передня ніздря сягає верхньої губи або верхнього краю нижньої губи. Діаметр ока становить 16-21% довжини голови.

## Ареал

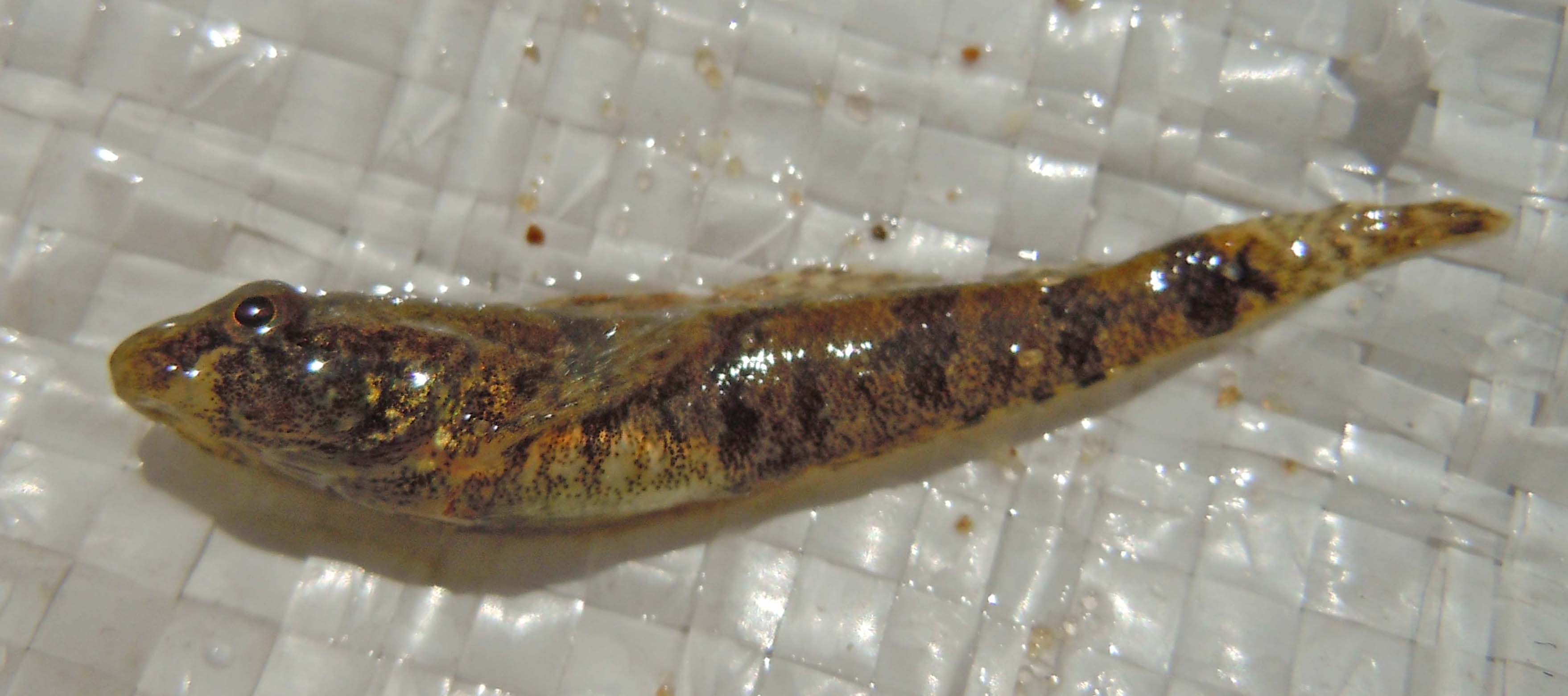
Молодий бичок-цуцик західний з Дністровського лиману

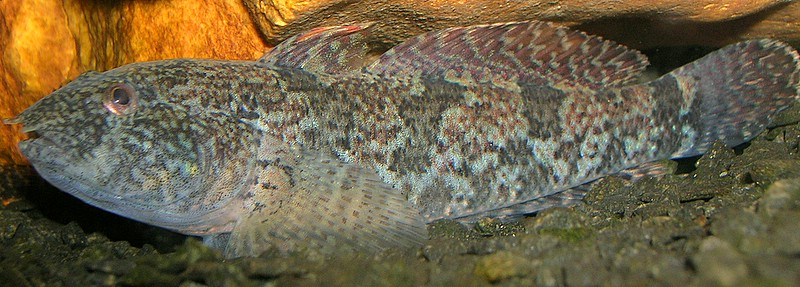
Бичок-цуцик західний з Нідерландів

Цей вид походить з прісних вод чорноморського басейну, а також річок Мариця і Струма, що впадають до Егейського моря. У Дунаї від дельти до гирла Морави, Придунайських озерах, Пруті до Ясс. В річках Болгарії: Камчия, Ропотамо, Велека, Резовська. Є в басейнах Дністра і Південного Бугу. У Дніпрі природний ареал від лиману до річки Трубіж. В басейні Азовського моря в Доні, Сіверському Донці (до Святогорська), гирлі Кубані. В озері Нойзідлер.
Також відзначається як вид-вселенець у верхній течії річок Дунай, Дніпро, системі річок Рейн-Майн (басейн Північного моря), у річці Вісла, а також у Північноамериканських Великих Озерах. В період з 2008 по 2010 рік був відзначений у річці Маас на кордоні між Бельгією і Нідерландами.

## Живлення
В живленні бичка-вселенця у Мушівському водосховищі (річка Диє, басейн Морави) основу становили личинки Chironomidae — в основному Phytotendipes gripekoveni (в середньому 40,2%), а також водяні віслюки Asellus aquaticus (27,6%). Крім того в живленні були присутні водяні жуки Corixidae, копеподи, цератопогоніди (Ceratopogonidae), кладоцери (Cladocera) і п'явки (Hirudinea).

## Паразити
В природному ареалі зараження низьке. В дельті Дністра у прісноводного бичка цуцика знайдено 5 видів паразитів, основними є трематоди Nicolla skrjabini. В малих річках Приазов'я відзначено трематод Plagioporus skrjabini і глохідії молюсків.
У бичка-вселенця в річці Морава знайдено 13 видів паразитів, серед яких найпоширеніші також трематоди, такі як Apatemon cobitidis proterorhini, Diplostomum spathaceum, Tylodelphys clavata. У Великих Озерах бичок цуцик заражений 6 видами паразитів, ступінь зараження всіма паразитами дуже низька. Включається як паратенічний хазяїн до життєвого циклу паразита черепах — нематоди Spiroxys contortus.